# طرجد (علي جمال)
طرجد (بالإنجليزية: Tarajd)‏ هي مستوطنة تقع في إيران في قسم علي جمال الريفي.